# 1986-os sakkolimpia
A 27. nyílt és 12. női sakkolimpiát 1986. november 14. és december 2. között rendezték meg az Egyesült Arab Emírségekben, Dubajban. A rendezvény a Nemzetközi Sakkszövetség (FIDE) égisze alatt került lebonyolításra. A versenyen nyílt és női kategóriában indulhattak a nevező országok csapatai. A verseny helyszíne a Dubai Trade Center volt.
Az előzetes erősorrend alapján férfi csapatunk érmes helyezés reményében indult, 4. helyezésével éppen hogy lemaradt a dobogóról, női válogatottunk 2. helyezése a papírformának megfelelő.

## A versenyzők
A nyílt versenyre 108 csapat 641 versenyzője nevezett, köztük 59 nemzetközi nagymester és 90 nemzetközi mester. A női versenyen 49 csapatban 193 fő vett részt, köztük 17 női nemzetközi nagymester és 31 női nemzetközi mester.
Az Élő-pontok alapján a nyílt versenyben szereplő csapatunk a kiugró 2681-es átlagértékszámmal rendelkező szovjet, valamint szorosan a 2585-ös átlagú amerikai válogatott mögött 2584 ponttal a 3. legerősebbnek számított. Női csapatunk az ugyancsak kiugróan magas, 2358-as értékszámmal rendelkező szovjet válogatott mögött 2247-es átlaggal a 2. legerősebb volt.

## A verseny menete
A nyílt és a női verseny egymástól külön, 14 fordulós svájci rendszerben került megrendezésre. A nyílt versenyben a csapatok 6 főt nevezhettek, akik közül egy-egy fordulóban 4-en játszanak. A női versenyben 4 fő nevezésére volt lehetőség, akik közül egy időben hárman játszhattak. A csapatot alkotó versenyzők között előzetesen fel kellett állítani az erősorrendet, és azt meg kellett adni a versenybíróknak. A leadott erősorrendnek nem kell megegyeznie a versenyzők Élő-értékszámának sorrendjével. Az egyes fordulókban ennek az erősorrendnek a figyelembe vételével alkottak párokat az egymással játszó csapatok.
Az egyes játszmákban a játékosoknak fejenként 2 óra állt rendelkezésre 40 lépés megtételére, majd 20 lépésenként további 1-1 óra.
A csapatok pontszámát az egyes játékosok által elért eredmények összege adja. Egy játszmában a győzelemért 1 pont, a döntetlenért fél pont jár. A végeredmény, a csapatpontszám az így szerzett pontok alapján kerül meghatározásra.
Az olimpiai kiírás szerint holtverseny esetén elsődlegesen a Buchholz-számítás dönt. Ha ez is egyenlő, akkor a csapatpontszámokat veszik figyelembe oly módon, hogy egy csapatgyőzelem 2 pontot, a döntetlen 1 pontot ér.

## A nyílt verseny

### A verseny végeredménye
| #  | Ország                    | Átlag Élő-pont | Pont | Buchholz |
| -- | ------------------------- | -------------- | ---- | -------- |
| 1  | Szovjetunió               | 2681           | 40   |          |
| 2  | Anglia                    | 2585           | 39½  |          |
| 3  | Amerikai Egyesült Államok | 2555           | 38½  |          |
| 4  | Magyarország              | 2584           | 34½  |          |
| 5  | Izland                    | 2526           | 34   | 466,0    |
| 6  | Bulgária                  | 2479           | 34   | 465,0    |
| 7  | Kína                      | 2448           | 34   | 432,5    |
| 8  | Csehszlovákia             | 2523           | 33   | 456,5    |
| 9  | Kuba                      | 2510           | 33   | 452,0    |
| 10 | Franciaország             | 2499           | 33   | 443,5    |

### Az egyéni érmesek
Első alkalommal díjazták a legjobb teljesítményértéket elérő versenyzőket is a táblánként három legjobb százalékot elért versenyző mellett.

#### Teljesítményérték alapján
|           | Versenyző       | Ország      | Tábla | Pont | Játszma | Élő-pont | Telj. érték |
| --------- | --------------- | ----------- | ----- | ---- | ------- | -------- | ----------- |
| Aranyérem | Garri Kaszparov | Szovjetunió | 1     | 8,5  | 11      | 2740     | 2746        |
| Ezüstérem | Artur Juszupov  | Szovjetunió | 4     | 10   | 12      | 2660     | 2741        |
| Bronzérem | Murray Chandler | Anglia      | 4     | 9    | 11      | 2565     | 2711        |

#### Első tábla
|           | Versenyző       | Ország         | Pont | Játszma | Százalék |
| --------- | --------------- | -------------- | ---- | ------- | -------- |
| Aranyérem | Garri Kaszparov | Szovjetunió    | 8,5  | 11      | 77,3     |
| Ezüstérem | Josef Klinger   | Ausztria       | 9    | 12      | 75       |
| Bronzérem | Eugenio Torre   | Fülöp-szigetek | 9,5  | 13      | 73,1     |
| Bronzérem | Xu Jun          | Kína           | 9,5  | 13      | 73,1     |

#### Második tábla
|           | Versenyző                   | Ország     | Pont | Játszma | Százalék |
| --------- | --------------------------- | ---------- | ---- | ------- | -------- |
| Aranyérem | Imed Abdelnabbi             | Egyiptom   | 9,5  | 12      | 79,2     |
| Ezüstérem | Utut Adianto                | Indonézia  | 11   | 14      | 78,6     |
| Bronzérem | William Charpentier Morales | Costa Rica | 9,5  | 13      | 73,1     |

#### Harmadik tábla
|           | Versenyző               | Ország  | Pont | Játszma | Százalék |
| --------- | ----------------------- | ------- | ---- | ------- | -------- |
| Aranyérem | Nigel Short             | Anglia  | 10   | 13      | 76,9     |
| Ezüstérem | Carlos Matamoros Franco | Ecuador | 9,5  | 13      | 73,1     |
| Bronzérem | Lawrence Day            | Kanada  | 8    | 11      | 72,7     |

#### Negyedik tábla
|           | Versenyző       | Ország      | Pont | Játszma | Százalék |
| --------- | --------------- | ----------- | ---- | ------- | -------- |
| Aranyérem | Artur Juszupov  | Szovjetunió | 10   | 12      | 83,3     |
| Ezüstérem | Murray Chandler | Anglia      | 9    | 11      | 81,8     |
| Bronzérem | Markus Thole    | Zambia      | 10,5 | 13      | 80,8     |

#### Ötödik játékos (első tartalék)
|           | Versenyző         | Ország        | Pont | Játszma | Százalék |
| --------- | ----------------- | ------------- | ---- | ------- | -------- |
| Aranyérem | Luis Muñiz        | Puerto Rico   | 6    | 7       | 85,7     |
| Ezüstérem | Jonathan Speelman | Anglia        | 7    | 9       | 77,8     |
| Bronzérem | Robert Kuczynski  | Lengyelország | 7,5  | 10      | 75       |

#### Hatodik játékos (második tartalék)
|           | Versenyző   | Ország                    | Pont | Játszma | Százalék |
| --------- | ----------- | ------------------------- | ---- | ------- | -------- |
| Aranyérem | Ng Ek Teong | Malajzia                  | 6    | 7       | 85,7     |
| Ezüstérem | Baha Abbas  | Irak                      | 7,5  | 9       | 83,3     |
| Bronzérem | Maxim Dlugy | Amerikai Egyesült Államok | 5,5  | 7       | 78,6     |

### A magyar eredmények
| Forduló                            | Ellenfél                           | Portisch Lajos 2605    | Portisch Lajos 2605 | Ribli Zoltán 2585     | Ribli Zoltán 2585 | Sax Gyula 2585       | Sax Gyula 2585 | Pintér József 2555     | Pintér József 2555 | Adorján András 2560     | Adorján András 2560 | Csom István 2505   | Csom István 2505 | Pont |
| ---------------------------------- | ---------------------------------- | ---------------------- | ------------------- | --------------------- | ----------------- | -------------------- | -------------- | ---------------------- | ------------------ | ----------------------- | ------------------- | ------------------ | ---------------- | ---- |
| 1                                  | Venezuela                          |                        |                     |                       |                   | Guerra 2355          | 1              | Escalante 2215         | 1                  | Pérez -                 | 1                   | Navas -            | 1                | 4    |
| 2                                  | Ausztria                           | Klinger 2430           | 1                   | Wittmann 2415         | 1                 | Hölzl 2370           | 1              | Danner 2360            | 1                  |                         |                     |                    |                  | 4    |
| 3                                  | Spanyolország                      | Fernandez García 2485  | 1                   | Illescas Córdoba 2475 | ½                 | Bellón López 2405    | 1              | Ochoa de Echagüen 2420 | ½                  |                         |                     |                    |                  | 3    |
| 4                                  | Szovjetunió                        | Garri Kaszparov 2740   | ½                   | Anatolij Karpov 2705  | 0                 | Szokolov 2620        | ½              |                        |                    | Vaganjan 2600           | ½                   |                    |                  | 1½   |
| 5                                  | Anglia                             |                        |                     |                       |                   | Miles 2570           | 0              | Nunn 2590              | ½                  | Nigel Short 2615        | ½                   | Speelman 2535      | ½                | 1½   |
| 6                                  | Bulgária                           | Georgiev Ki. 2535      | ½                   | Inkiov 2480           | ½                 | Georgiev Kr. 2445    | ½              | Andonov 2400           | 1                  |                         |                     |                    |                  | 2½   |
| 7                                  | Kanada                             | Spraggett 2525         | 1                   | Nickoloff 2420        | 1                 | Hergott 2250         | 1              |                        |                    | Stone 2305              | ½                   |                    |                  | 3½   |
| 8                                  | Jugoszlávia                        | Ljubojević 2600        | ½                   | Nikolić 2600          | 1                 |                      |                | Popović 2540           | 0                  |                         |                     | Barlov 2550        | 1                | 2½   |
| 9                                  | Amerikai Egyesült Államok          | Seirawan 2580          | 0                   | Kavalek 2555          | ½                 | Fedorowicz 2525      | 0              |                        |                    |                         |                     | De Firmian 2490    | ½                | 1    |
| 10                                 | NSZK                               | Kindermann 2485        | 1                   | Lau 2455              | 1                 |                      |                | Bischoff 2495          | 1                  |                         |                     | Hickl 2430         | 0                | 3    |
| 11                                 | Csehszlovákia                      | Smejkal 2540           | ½                   | Ftáčnik 2555          | ½                 | Jansa 2475           | 1              | Mokrý 2520             | 0                  |                         |                     |                    |                  | 2    |
| 12                                 | Chile                              | Morovic Fernandez 2515 | 0                   | Cifuentes Parada 2475 | 0                 | Salazar Jacob 2410   | 1              |                        |                    | Silva Sanchez 2405      | 1                   |                    |                  | 2    |
| 13                                 | Izland                             |                        |                     | Ólafsson 2560         | ½                 | Hjartarson 2525      | ½              | Árnason 2510           | ½                  | Pétursson 2510          | ½                   |                    |                  | 2    |
| 14                                 | Kuba                               |                        |                     | Nogueiras 2570        | ½                 | García Gonzales 2500 | ½              |                        |                    | Rodríguez Céspedes 2500 | ½                   | Vera González 2460 | ½                | 2    |
| Szerzett pontszám (Játszmák száma) | Szerzett pontszám (Játszmák száma) | 6 (10)                 | 6 (10)              | 7 (12)                | 7 (12)            | 8 (12)               | 8 (12)         | 5½ (9)                 | 5½ (9)             | 4½ (7)                  | 4½ (7)              | 3½ (6)             | 3½ (6)           |      |
| Teljesítményérték                  | Teljesítményérték                  | 2616                   | 2616                | 2579                  | 2579              | 2579                 | 2579           | 2530                   | 2530               | 2550                    | 2550                | 2501               | 2501             |      |

## Női verseny

### A női verseny végeredménye
| #  | Ország        | Átlag pontérték | Pont | Buchholz |
| -- | ------------- | --------------- | ---- | -------- |
| 1  | Szovjetunió   | 2358            | 33½  |          |
| 2  | Magyarország  | 2247            | 29   |          |
| 3  | Románia       | 2178            | 28   | 343,5    |
| 4  | Kína          | 2133            | 28   | 342,0    |
| 5  | Jugoszlávia   | 2190            | 25½  |          |
| 6  | NSZK          | 2153            | 25   |          |
| 7  | Lengyelország | 2237            | 24½  | 350,0    |
| 8  | Anglia        | 2222            | 24½  | 344,0    |
| 9  | Bulgária      | 2148            | 23½  |          |
| 10 | Kuba          | 2063            | 23   |          |

### Az egyéni érmesek
A női verseny sztárja a 45 éves exvilágbajnok Nona Gaprindasvili volt, aki 10 játszmából 10 pontot szerezve 2877-es teljesítményértéket ért el, 100 ponttal többet, mint amennyi a férfi világranglista-vezetőnek ebben az időben volt.  A táblánkénti teljesítmény alapján a magyar versenyzők közül a 2. táblán Mádl Ildikó bronzérmet szerzett.

#### Teljesítményérték alapján
|           | Versenyző          | Ország      | Tábla | Pont | Játszma | Élő-pont | Telj.érték |
| --------- | ------------------ | ----------- | ----- | ---- | ------- | -------- | ---------- |
| Aranyérem | Nona Gaprindasvili | Szovjetunió | 3     | 10   | 10      | 2350     | 2877       |
| Ezüstérem | Liu Shilan         | Kína        | 1     | 11   | 14      | 2110     | 2393       |
| Bronzérem | Maia Csiburdanidze | Szovjetunió | 1     | 8    | 10      | 2435     | 2388       |

#### Első tábla
|           | Versenyző          | Ország      | Pont | Játszma | Százalék |
| --------- | ------------------ | ----------- | ---- | ------- | -------- |
| Aranyérem | Tatjana Lemacsko   | Svájc       | 9,5  | 11      | 86,4     |
| Ezüstérem | Maia Csiburdanidze | Szovjetunió | 8    | 10      | 80       |
| Bronzérem | Liu Shilan         | Kína        | 11   | 14      | 78,6     |

#### Második tábla
|           | Versenyző      | Ország                  | Pont | Játszma | Százalék |
| --------- | -------------- | ----------------------- | ---- | ------- | -------- |
| Aranyérem | Fraidah Karim  | Egyesült Arab Emírségek | 7    | 8       | 87,5     |
| Ezüstérem | Deborah Cooper | Wales                   | 8    | 10      | 80       |
| Bronzérem | Mádl Ildikó    | Magyarország            | 10,5 | 14      | 75       |

#### Harmadik tábla
|           | Versenyző                 | Ország      | Pont | Játszma | Százalék |
| --------- | ------------------------- | ----------- | ---- | ------- | -------- |
| Aranyérem | Nona Gaprindasvili        | Szovjetunió | 10   | 10      | 100      |
| Ezüstérem | Yadira Hernández Guerrero | Mexikó      | 8,5  | 11      | 77,3     |
| Bronzérem | Suzana Maksimović         | Jugoszlávia | 9    | 12      | 75       |
| Bronzérem | Zirka Frometa             | Kuba        | 9    | 12      | 75       |

#### Negyedik játékos (tartalék)
|           | Versenyző        | Ország     | Pont | Játszma | Százalék |
| --------- | ---------------- | ---------- | ---- | ------- | -------- |
| Aranyérem | Gabriela Olăraşu | Románia    | 7    | 9       | 77,8     |
| Ezüstérem | A. Mohammed      | Irak       | 7,5  | 10      | 75       |
| Bronzérem | Urda Fogel       | Finnország | 8    | 11      | 72,7     |

### A magyar eredmények
| Forduló                            | Ellenfél                           | Verőci Zsuzsa 2320      | Verőci Zsuzsa 2320 | Mádl Ildikó 2220          | Mádl Ildikó 2220 | Ivánka Mária 2200 | Ivánka Mária 2200 | Grosch Mária 2125       | Grosch Mária 2125 | Pont |
| ---------------------------------- | ---------------------------------- | ----------------------- | ------------------ | ------------------------- | ---------------- | ----------------- | ----------------- | ----------------------- | ----------------- | ---- |
| 1                                  | Argentína                          | Burijovich 1910         | 1                  | Herrera -                 | 1                | Rizzo -           | 1                 |                         |                   | 3    |
| 2                                  | Kolumbia                           |                         |                    | Salazar 1940              | 1                | Gómez -           | 1                 | Pérez -                 | 1                 | 3    |
| 3                                  | Bulgária                           | Voiska 2245             | ½                  | Savova 2120               | ½                |                   |                   | Angelova 2000           | ½                 | 1½   |
| 4                                  | Jugoszlávia                        | Marković 2150           | ½                  | Marić 2230                | ½                | Maksimović 2175   | 0                 |                         |                   | 1    |
| 5                                  | Lengyelország                      | Brustman 2245           | ½                  | Ereńska-Radzewska 2240    | 1                |                   |                   | Wiese-Jóźwiak 2225      | 1                 | 2½   |
| 6                                  | Szovjetunió                        | Maia Csiburdanidze 2435 | ½                  | Jelena Ahmilovszkaja 2290 | ½                |                   |                   | Nona Gaprindasvili 2350 | 0                 | 1    |
| 7                                  | Kína                               | Liu Shilan 2110         | ½                  | Wu Mingqian 2145          | ½                | An Yangfeng 2145  | ½                 |                         |                   | 1½   |
| 8                                  | Románia                            | Mureşan 2215            | 1                  | Nuţu 2180                 | 1                |                   |                   | Stanciu-Olăraşu 2140    | 0                 | 2    |
| 9                                  | Spanyolország                      | García Vicente 2135     | ½                  | Cuevas Rodríguez 2095     | 1                | Ferrer Lucas 2020 | 1                 |                         |                   | 2½   |
| 10                                 | Anglia                             | Miles 2265              | 1                  | Jackson 2205              | 1                | Arkell 2195       | ½                 |                         |                   | 2½   |
| 11                                 | NSZK                               | Hund 2245               | ½                  | Feustel 2130              | ½                | Trabert 2085      | ½                 |                         |                   | 1½   |
| 12                                 | Kuba                               | Ramón Pita 2105         | 1                  | De Armas 2055             | ½                | Frometa 2030      | 1                 |                         |                   | 2½   |
| 13                                 | Amerikai Egyesült Államok          | Crotto 2070             | 1                  | Jezierska 1985            | 1                | Linn -            | 1                 |                         |                   | 3    |
| 14                                 | Ausztria                           | Mira 2090               | ½                  | Borek -                   | ½                | Ladner -          | ½                 |                         |                   | 1½   |
| Szerzett pontszám (Játszmák száma) | Szerzett pontszám (Játszmák száma) | 9 (13)                  | 9 (13)             | 10½ (14)                  | 10½ (14)         | 7 (10)            | 7 (10)            | 2½ (5)                  | 2½ (5)            |      |
| Teljesítményérték                  | Teljesítményérték                  | 2312                    | 2312               | 2294                      | 2294             | 2174              | 2174              | 2123                    | 2123              |      |